# 鈴木茂樹 (官僚)
鈴木 茂樹（すずき しげき、1956年〈昭和31年〉5月2日 - ）は、日本の郵政・総務官僚。
総務審議官（国際担当）、総務審議官（郵政・通信担当）、総務事務次官などを歴任した。情報漏洩の科により2019年12月20日付で停職3ヵ月の懲戒処分を受け、即日辞職。総務省退官後、NTTからの違法接待も発覚した。株式会社横須賀テレコムリサーチパーク代表取締役社長、一般社団法人CRM協議会副会長。

## 人物
神奈川県横須賀市出身。東京大学農学部農業経済学科卒業。国家公務員採用上級甲種試験（試験区分：経済）に合格し、1981年、郵政省入省。
2001年、総務省大臣官房秘書課調査官。同年、総務省総合通信基盤局国際部国際経済課長。2004年、総務省総合通信基盤局電気通信事業部料金サービス課長。2005年、総務省総合通信基盤局電気通信事業部事業政策課長。2007年、総務省情報通信政策局総合政策課長。2008年、総務省大臣官房企画課長。2009年、東海総合通信局長。2010年、情報通信研究機構理事。2011年、総務省総合通信基盤局電波部長。2012年、総務省情報流通行政局郵政行政部長。2013年、総務省大臣官房総括審議官。2014年、総務省情報通信国際戦略局長。2015年、内閣官房内閣審議官兼内閣官房郵政民営化推進室郵政民営化統括官。2016年、総務審議官（国際担当）。2017年、総務審議官（郵政・通信担当）。
2019年7月5日、総務事務次官に就任。人工知能の活用や次世代型通信規格5Gの整備を推進する。
2019年12月20日、かんぽ生命保険の不適切販売問題を起こした日本郵政グループに対する行政処分の検討状況を日本郵政側鈴木康雄に漏洩したとして停職3ヶ月の懲戒処分を受け、同日付で辞職した。総務省退官後、横須賀テレコムリサーチパーク代表取締役社長、新潟総合学院顧問・学長アドバイザー、一般社団法人CRM協議会副会長、国立情報学研究所研究戦略室特任研究員、早稲田大学理工学術院総合研究所客員上級研究員、早稲田大学理工学術院客員講師、開志専門職大学客員教授、情報経営イノベーション専門職大学超客員教授に就任。

## 略歴
1981年04月01日：郵政省入省。人事局要員訓練課配属。
1983年08月00　：郵政省貯金局企画課経営企画室。
1984年07月00　：大蔵省大臣官房調査企画課。
1985年04月00　：大蔵省大臣官房調査企画課地方経済調査係長。
1985年05月00　：大蔵省大臣官房調査企画課調整係長。
1986年07月00　：余市郵便局長。
1987年07月00　：信越郵政局人事部管理課長。
1988年02月00　：郵政省電気通信局電気通信事業部事業政策課長補佐。
1991年06月00　：郵政省大臣官房文書課長補佐。
1992年07月00　：郵政省大臣官房国際部国際政策課長補佐。
1993年05月00　：欧州共同体日本政府代表部一等書記官。
1996年06月17日：郵政省大臣官房国際部国際政策課調査官。
1996年07月01日：郵政省電気通信局総務課調査官。
1998年06月23日：郵政省大臣官房総務課調査官。
2000年07月03日：郵政省大臣官房総務課審議室長。
2001年01月06日：総務省大臣官房秘書課調査官。
2001年07月06日：総務省総合通信基盤局国際部国際経済課長。
2004年01月06日：総務省総合通信基盤局電気通信事業部料金サービス課長。
2005年08月15日：総務省総合通信基盤局電気通信事業部事業政策課長。
2007年07月10日：総務省情報通信政策局総合政策課長（併）内閣官房内閣参事官（内閣官房副長官補付）（命）内閣官房情報通信技術（IT）担当室室員。
2008年07月01日：（併）情報通信政策局情報流通振興課長。
2008年07月04日：総務省大臣官房企画課長。
2009年07月14日：東海総合通信局長。
2010年07月27日：独立行政法人情報通信研究機構理事。
2011年08月15日：総務省総合通信基盤局電波部長。
2012年09月11日：総務省情報流通行政局郵政行政部長。
2013年06月28日：総務省大臣官房総括審議官（広報、政策企画（主）担当）（併）内閣官房内閣審議官（内閣官房副長官補付）（命）内閣官房情報通信技術（IT）総合戦略室室員。
2014年07月22日：総務省情報通信国際戦略局長。
2015年07月31日：総務省大臣官房付（併）内閣官房内閣審議官（内閣官房副長官補付）（命）内閣官房郵政民営化推進室郵政民営化統括官。
2016年06月17日：総務審議官（国際担当）。
2017年07月11日：総務審議官（郵政・通信担当）。
2019年07月05日：総務事務次官（命）総務省倫理監督官。
2019年12月20日：総務省退官。
2021年04月00　：一般社団法人CRM協議会副会長。
2021年06月22日：横須賀テレコムリサーチパーク取締役。
2021年07月01日：新潟総合学院顧問・学長アドバイザー。

## エピソード
情報通信技術に詳しい。情報漏洩で懲戒処分を受け次官を辞職した。「迷惑を掛けて大変申し訳ない」とのコメントを残した。

## 違法接待問題
総務審議官在任中の2018年11月に、秋本芳徳と共に、NTTの澤田純から違法な接待を受けていたことが、2021年に判明した。